# Statues
Statues è il quarto album del duo musicale Moloko pubblicato da The Echo Label nel 2003.

## Il disco
Per i componenti del duo Moloko, Mark Brydon e Róisín Murphy, il confine tra il loro rapporto sentimentale e quello lavorativo è sempre stato molto labile. Per questo la fine della loro relazione, nel 2002, ha creato l'imbarazzante situazione di dover lavorare solo come colleghi per la realizzazione di un ultimo album di studio. Successivamente ad un grande tour promozionale di fatto, i due presero strade diverse: in particolare Murphy cominciò a lavorare al suo primo album solista, Ruby Blue, del 2005.

## Tracce
Tutti i brani sono stati scritti dai Moloko

### CD
1. Familiar Feeling
2. Come On
3. Cannot Contain This
4. Statues
5. Forever More
6. Blow X Blow
7. 100%
8. The Only Ones
9. I Want You
10. Over & Over

Tracce Bonus presenti nella versione Giapponese del cd:
1. Familiar Feeling (Timo Maas Main Mix)
2. Familiar Feeling (Martin Buttrich) Remix)

B-side:
1. Take My Hand inclusa nel singolo di Forever More.
2. Bankrupt Emotionally (già Emotional Bankruptcity) inclusa come inedito nella raccolta di singoli Catalogue (2006).

### DVD
Il DVD è un bonus disc della versione speciale di Statues. Le seguenti tracce sono i video musicali delle canzoni:
1. Forever More
2. Familiar Feeling
3. Indigo
4. Pure Pleasure Seeker
5. The Time Is Now
6. Sing It Back
7. The Flipside
8. Dominoid
9. Fun for Me
10. Where is the What if the What is in Why